# Bolero (cheval)
Pour les articles homonymes, voir Boléro (homonymie).
Boléro (né en 1975, mort en 1987) est un cheval d'origine Pur-sang, enregistré comme Hanovrien. Il a concouru en dressage, avant de devenir un étalon influent.

## Histoire
Il est élevé par Heinrich Behmann. En 1979, il arrive au Landesbrück, où il reste jusqu'à sa mort.
Il meurt de crise cardiaque en 1987, à l'âge de douze ans.

## Description
Il est enregistré comme un Hanovrien,, mais à son époque, il n'était pas considéré comme faisant partie de cette race, car les règles du registre généalogique interdisent alors d'y inscrire un cheval issu d'un père et d'un grand-père maternel Pur-sang.
Il mesure 1,68 m, et porte une robe alezane,.

## Origines
Il présente une grande proportion d'origines Pur-sang, qui ont conféré de l'élégance à sa descendance. Boléro est un fils de l'étalon Pur-sang Black Sky, et de la jument hanovrienne Baronesse, elle-même par un Pur-sang, nommé Bleep,. Bleep était considéré comme un étalon de grand cadre pour un Pur-sang.